# Довженко, Николай Павлович
Николай Павлович Довженко (сентябрь 1933; Дзержинск, Горьковская область, РСФСР, СССР — 29 октября 2005; Дзержинск, Нижегородская область,  Россия) — советский киноактёр.

## Биография
Родился в сентябре 1933 года в Дзержинске Горьковской области.
В 1954 году поступил во ВГИК на курс С. А. Герасимова и Т. Ф. Макаровой, после чего в этом же году Довженко сразу же был приглашён на главную мужскую роль в фильм «Надежда», в котором снялся в роли Григория вместе со своей однокурсницей З. М. Кириенко, сделав первый шаг в своей кинематографической карьере.  
В последующие годы было много различных работ в известных советских фильмах, в том числе в фильме «Это начиналось так...», где Довженко снялся в роли Лёши Антонова. Сам фильм имел большой успех в Советском Союзе, сделав мужчину значительно популярным, но звёздная болезнь мгновенно обрушилась на актёра и Довженко стал потихоньку пристрастяться к алкоголю, пропускать учебные занятия и даже позволял себе быть грубым со своими педагогами, за что был в 1957 году отчислен из института, по большой степени за неуспеваемость, не доучившись всего один год до получения диплома. 
В конце 1960-х годов вернулся к себе на родину в Дзержинск, где провёл остаток своих дней. Продал квартиру, поселился в комнате с соседями, много пил, нигде не работал, собирал бутылки по помойкам.
Ушёл из жизни 29 октября 2005 года в Дзержинске. 

## Фильмография
- 1954 — Надежда — Григорий (главная роль)
- 1956 — Это начиналось так... — Лёша Антонов
- 1957 — Братья — участие
- 1958 — На зелёной земле моей — Антон, Булыга
- 1959 — Майские звёзды — шофёр генерала
- 1959 — Потерянная фотография — Никитин
- 1960 — Ждите писем — Володя
- 1960 — Повесть об одной девушке — участие
- 1960 — Тайна зелёного бора — политик
- 1962 — Грешница — Алексей
- 1963 — При исполнении служебных обязанностей — полярник
- 1964 — Живёт такой парень — Николай, больной человек на костылях